# Jan van Scorel

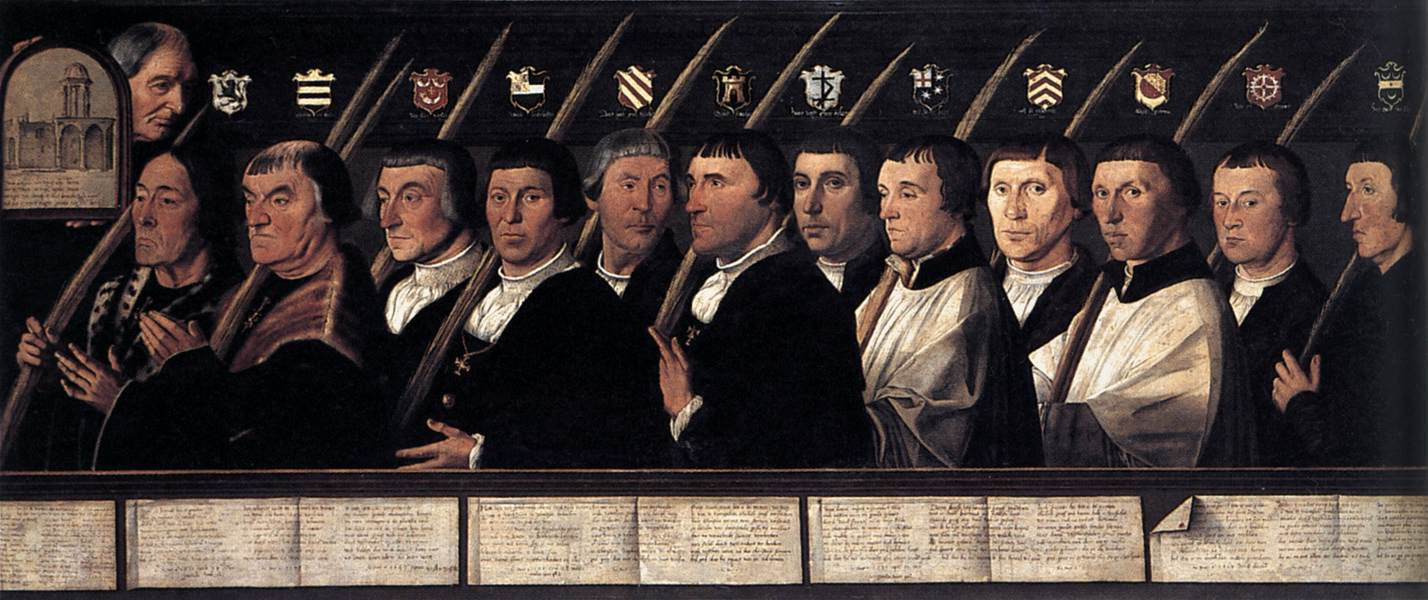
A Jeruzsálem Testvériség (Társaság) 12 tagja (Frans Hals Múzeum, Haarlem)

Jan van Scorel (Névváltozat: Schoorel) (Schoorl, 1495. augusztus 1. – Utrecht, 1562. december 6.) észak-holland festő, a németalföldi északi reneszánsz egyik legjelentősebb képviselője.

## Életpályája
Karel van Mander németalföldi festőkről írt könyvének köszönhetően sokat lehet tudni Jan van Scorel életútjáról. Egy Alkmaar melletti Schoorl nevű kis faluban született papi ember törvénytelen gyermekeként. Neve is a falu nevéből származik. Alkmaarban szorgalmasan tanulta a latin nyelvet, de már gyermekként is szívesen rajzolgatott, képeket, üvegfestményeket másolt, tollkésével pedig a fehér szaruból készült tintatartókra embereket, állatokat, növényeket és fákat metszett, iskolatársai dicsérték és kedvelték. Pártfogói látva hajlamát és tehetségét Haarlembe adták Williem Cornelisz. festő műhelyébe. Három évet töltött itt a mesternél, aki igen elégedett volt a munkájával, de Van Scorel valami másra, többre törekedett, szabad idejében kijárt a Haarlem melletti kiserdőbe, s ott festette a fákat úgy, mint előtte még senki. A letöltött három év után Amszterdamba ment. 
Amszterdamban Jacob Cornelisz van Oostsanen mesterhez szegődött el, aki mind a rajzban, mind a festésben igen ügyes volt és a színekhez is kiválóan értett. A mester megbecsülte, de sokáig mégsem maradt itt Van Scorel, mert beleszeretett a mester igen fiatal gyermekkorú leánykájába, s gondolta, később visszatér, s majd feleségül veszi. Próbált minél többet tanulni, megalapozni a jövőjét, Jan Gossaert híres festőhöz költözött Utrechtbe, de itt nagyon rövid ideig maradt a mester italozó, verekedő életmódja miatt. Kölnbe, majd Speyerbe ment, itt megismerkedett egy pappal, aki kiválóan értett az építészethez és a perspektívához. Ezeket megtanulta tőle, tandíjként pedig festett neki néhány képet. 
Strasbourgba, majd Bázelba utazott, mindenütt meglátogatta a festőműhelyeket. Sokáig egyik helyen sem maradt, pedig mindenütt kedvelték, mert igen jó és igen termékeny alkotó volt. Nürnbergben is járt, s tanult Albrecht Dürernél. A protestáns forrongás azonban nem kedvezett az ő alkotói munkájának, így inkább Karintia felé vette útját, ahol jó mecénásokra talált. Innen Velencébe vezetett az útja, ahol antwerpeni festőkkel dolgozott együtt, s itt is jó mecénásokra talált. 1520 körül indult egy nagy csoport Velencéből meglátogatni a Szent Földet. Van Scorel is velük tartott, a hajón sem tétlenkedett, arcképeket és látképeket festett a fedélzeten, s naplót is vezetett. Ciprus, Kréta, s a közbeeső kikötők, majd Jeruzsálem mind ecsetje alá került. Egy gvárdiánnal bejárta Jeruzsálem egész környékét és a Jordán mentét, s közben vázlatokat készített a tájról és annak nevezetességeiről. 
Jeruzsálemből jövet elidőzött Rodoszban, majd újra visszatért Velencébe, Itália több városát bejárta, eljutott Rómába, ahol antik szobrokat és romokat rajzolt, s másolta Raffaello, Michelangelo festményeit. Egy Utrechtben született férfi volt a pápa, VI. Adorján, összeismerkedtek, a pápa megbízta a vatikáni Belvedere felügyeletével. Van Scorel Rómában is sok szép képet alkotott, a pápa portréját is megfestette. Németalföldre hazatérve mindenekelőtt felkereste Utrechtben régi mesterét, Jacob Cornelisz van Oostsanen festőt, szomorúan vette tudomásul, hogy annak szép leánykája, akibe ő beleszeretett, már férjhez ment egy aranyműveshez. (Az 1520-as évek végétől Agatha van Schoonhoven lett a felesége, akitől négy fia és két leánya született, s akiről egy kiváló portrét festett.) Utrechtben a régi székesegyház vezetőjénél keresett szállást. Olajban megfestette azt a szép jelenetet, amikor Józsua próféta száraz lábbal átvezeti Izrael gyermekeit a Jordánon. Ígérete szerint a jeruzsálemi gvárdiánnak is küldött egy szép képet Szent Tamásról/Hitetlen Tamásról, aki éppen Krisztus sebébe dugja egyik ujját. 
A protestáns zavargások Utrechtet sem kímélték, a festő ismét menekült, ezúttal Haarlembe, ahol szívesen fogadta a johanniták rendfőnöke. A festő jeles képe ebből az időből a Krisztus megkeresztelése című. Festett egy főoltárképet is az amszterdami úgynevezett Öregtemplom (Oude Kerck) részére Keresztrefeszítés címmel. Ugyanezen terv alapján még egy oltárkép készült Amszterdamban.
A Mária-Kollégium Utrechtbe hívta, ott szép szárnyas oltárokat festett, de ezek 1566-ban több más művével együtt, amszterdami Keresztrefeszítés, goudai oltárkép, stb. a képrombolás áldozatává váltak. Szent Lőrinc a tüzes rostélyon (Valenciennes, Musée des Beaux-Arts), Utolsó vacsora című képei fennmaradtak. Bankárok, hercegek, grófok, egyházatyák tüntették ki bizalmukkal, becsülték, hogy külföldi tapasztalatait szülőföldjére hozva, a természet után festett érett reneszánsz stílusban. A figurális, a táj- és a bibliai jelenetek ábrázolásában is kitűnt. Művelt, tapasztalt ember lévén, művésznek tartotta magát éppen úgy, mint a költők vagy a zeneszerzők, éppen ezért festői céhbe soha nem lépett be, de tagja volt Haarlemben a Jeruzsálem Testvériség társaságnak, annak tagjait meg is festette.
Legkiválóbb tanítványa Antonis Mor, aki II. Fülöp spanyol király spanyol király festője lett, s 1560-ban megfestette mestere arcképét, a kép alá a következőt írta:
"Dísze a művészetnek, az ő dísze volt a művészet,
Holtával kialudt ritka művészete is."

## Galéria

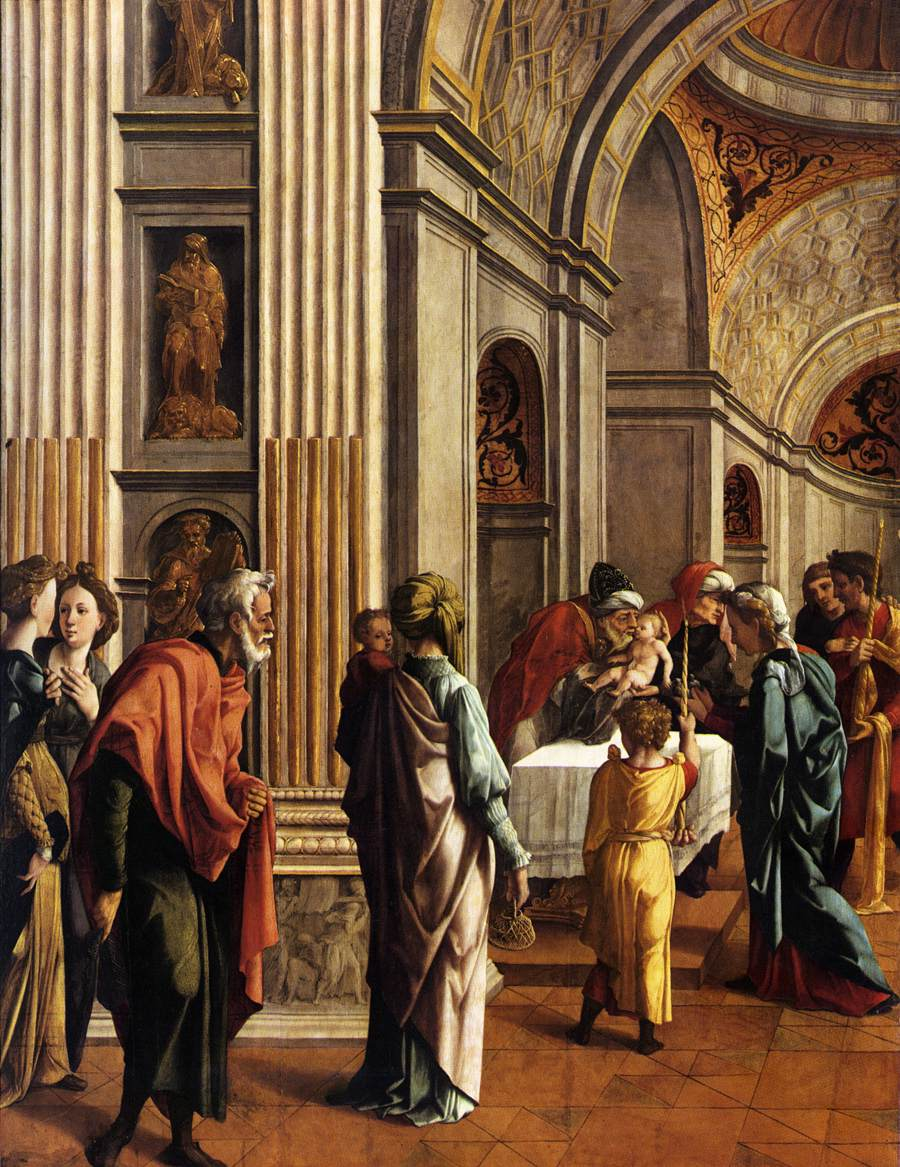
Jézus bemutatása a templomban (Bécsi Szépművészeti Múzeum)
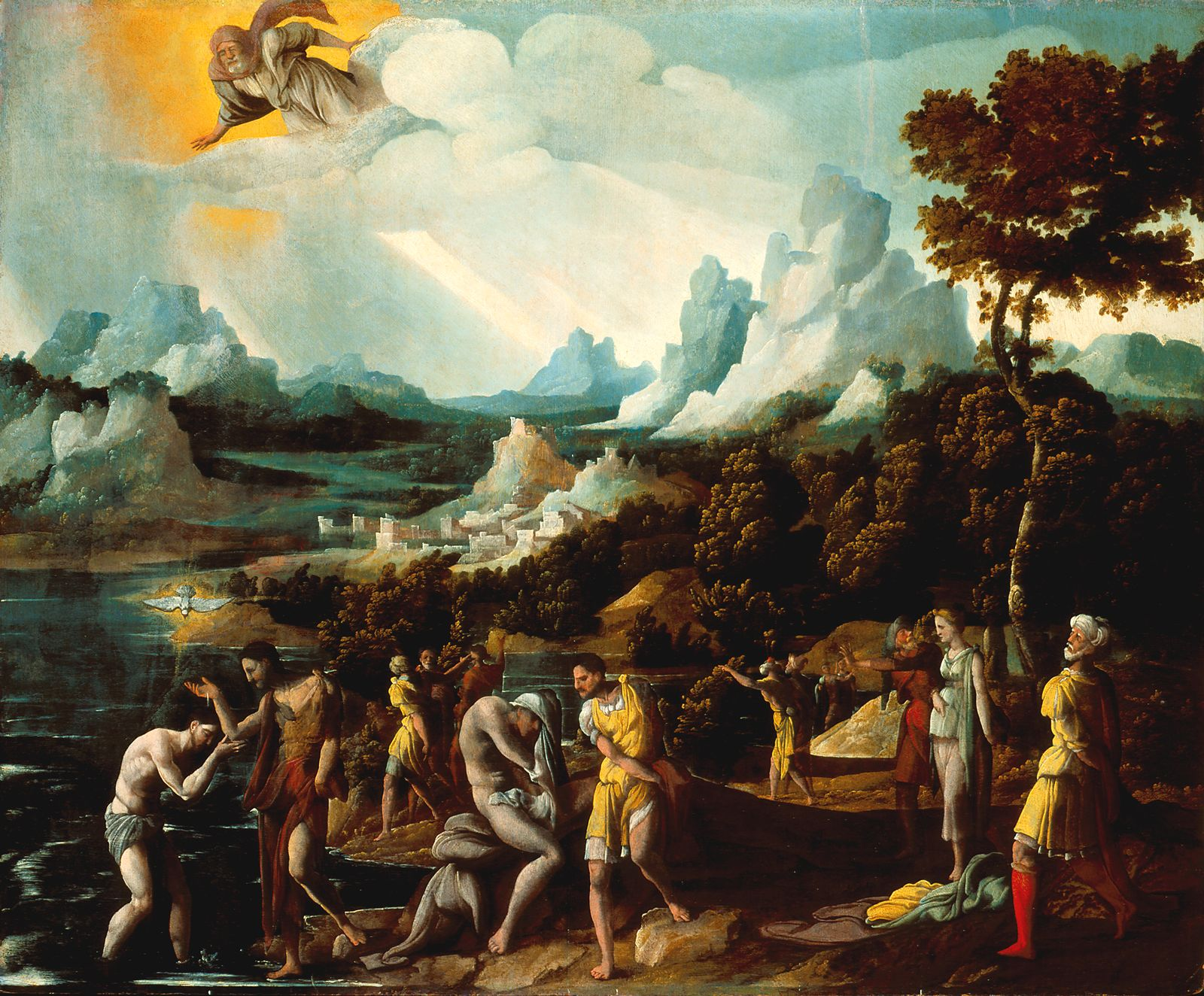
Jézus megkeresztelkedése a Jordánban (Indianapolis Museum of Art, Indiana)
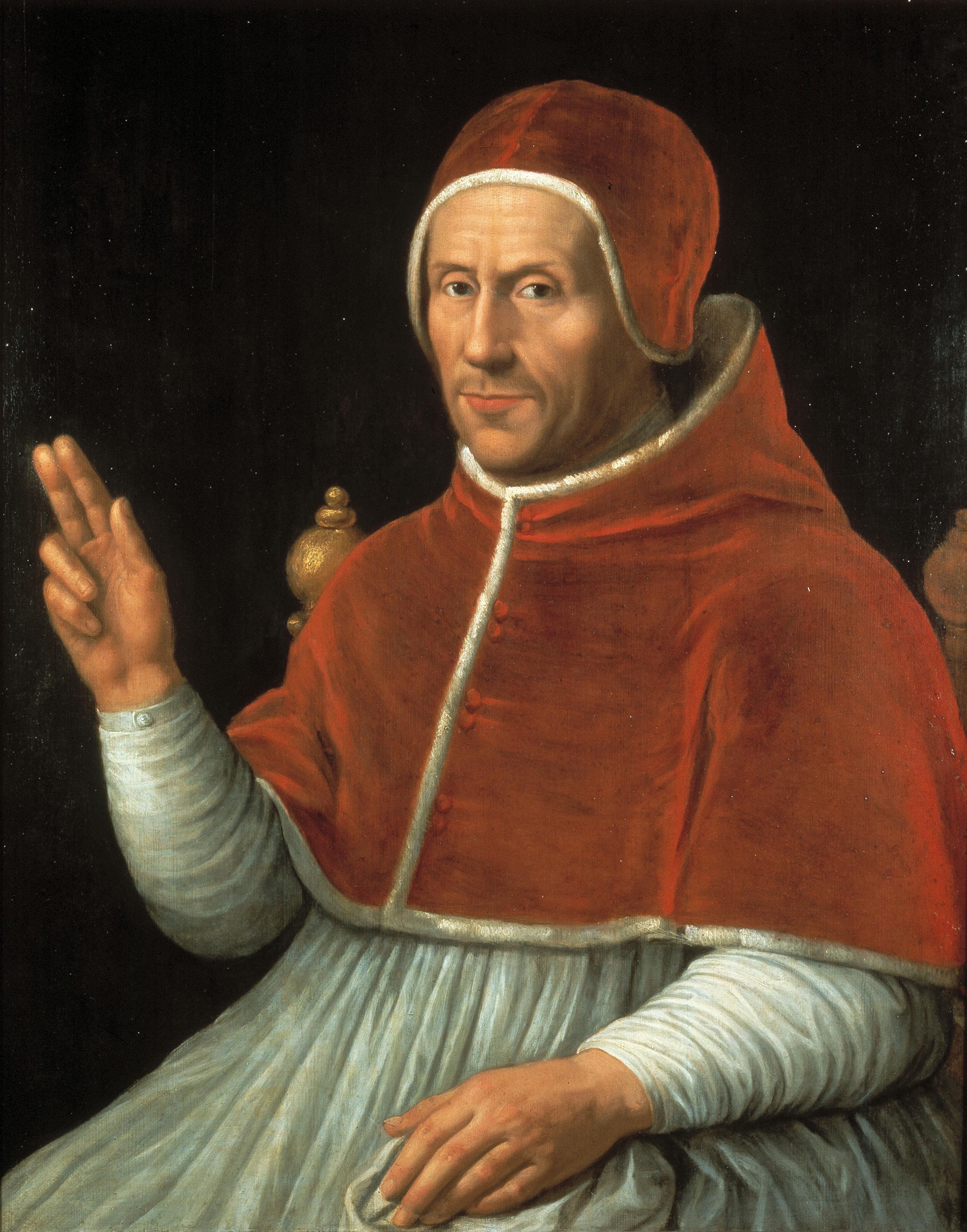
VI. Adorján pápa (Központi Múzeum, Utrecht?)
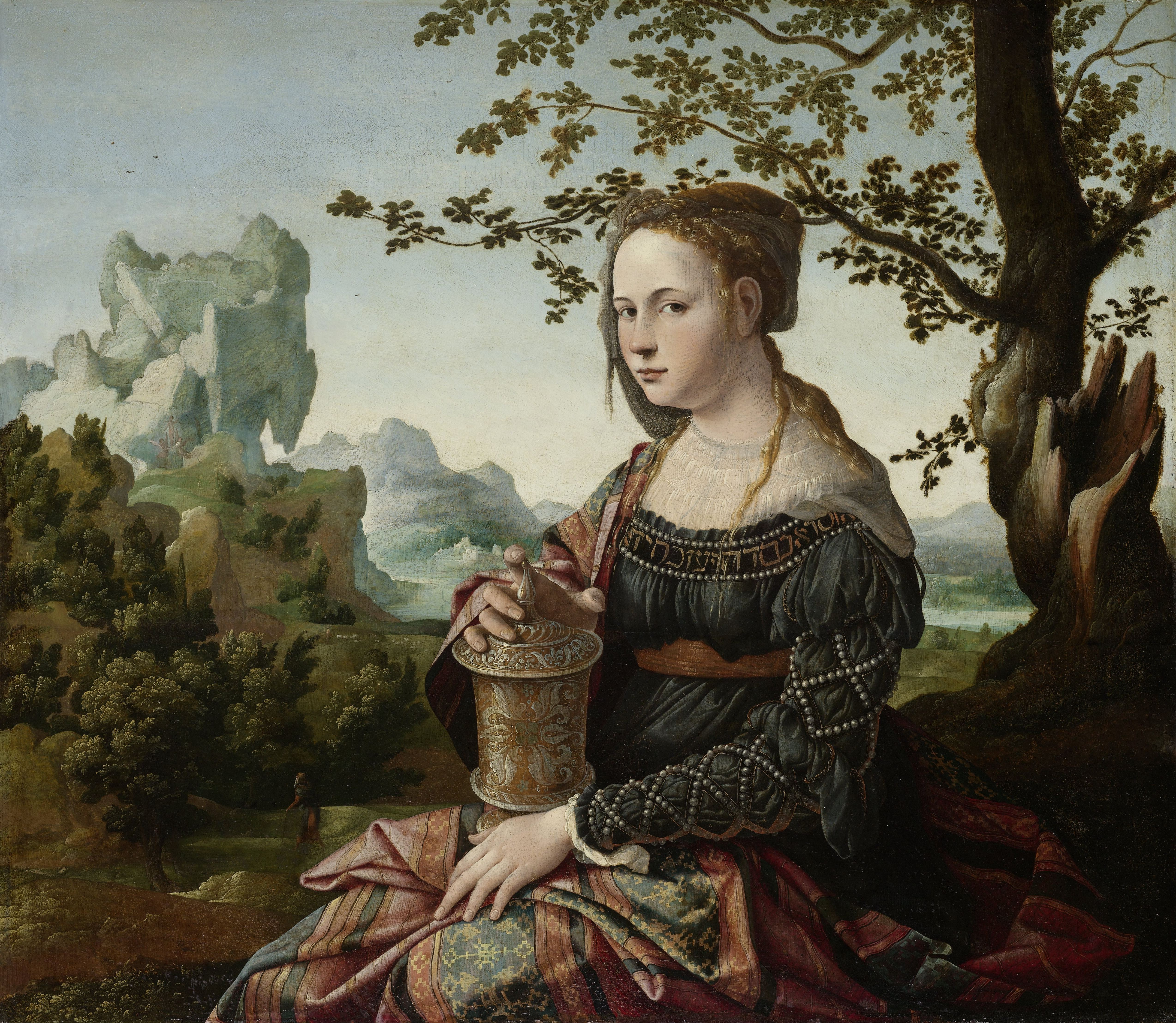
Szent Mária Magdolna portréja (Frans Hals Museum, Haarlem)
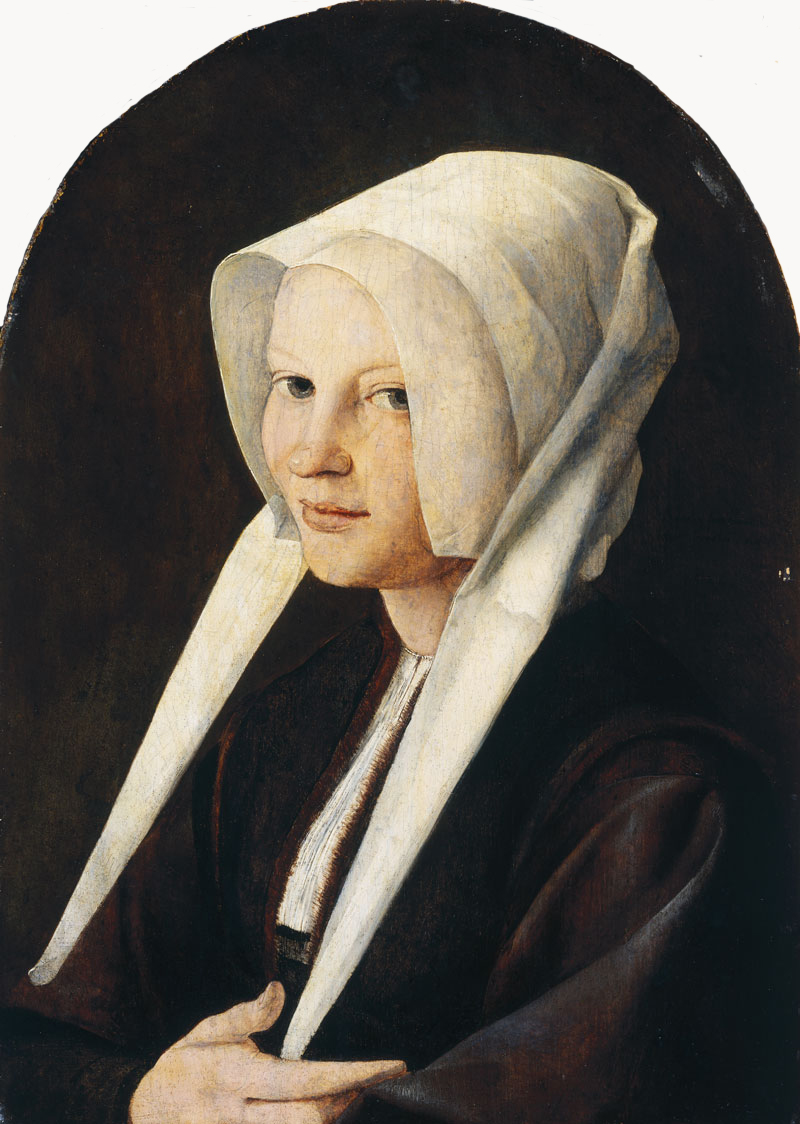
Agata van Schoonhoven portréja (Galleria Doria Pamphilj, Róma)